# 第1アフリカ猟兵連隊 (フランス軍)
第1アフリカ猟兵連隊（だいいちアフリカりょうへいれんたい、1er régiment de chasseurs d'Afrique：1er RCA）は、ヴァール県ドラギニャンに駐屯する、CoFAT隷下のフランス陸軍猟兵の戦車連隊である。
兵種は機甲、伝統的区分は猟兵である。
戦車及び対戦車ミサイルの教育部隊である。

## 沿革
- 1832年：第1猟兵連隊が創設される。
- 1844年：モロッコ、イスリーの戦いに参加。
- 1859年：ソルフェリーノの戦いに参加。
- 1863年：メキシコ出兵（リフォルマ内戦）に参加。
- 1895年：マダガスカル遠征。
- 1907年：モロッコに派遣（～1908年まで）。
- 1914年：第1次世界大戦、各地を転戦する。
- 1944年：モンベリアルの戦い。
- 1945年：テュービンゲンの戦い。
- 1945年：モロッコに移駐。
- 1964年：連隊は解隊される。
- 1998年：第1アフリカ猟兵連隊として再編成される。

## 最新の部隊編成
- 連隊本部
- 射撃管理部
- 胸甲騎兵教導部
- 対戦車ミサイル教導部
- 射撃検定指導部
- 第4中隊
- 機甲グループ

### 定員
- 連隊の人員構成は約250名からなる。
- 陸軍が装備する戦車各種100両を保有する。

## 連隊の任務
- 連隊は、陸軍機甲騎兵隊員及び対戦車火器要員を養成、並びに新戦術及び新型戦闘車両の評価試験を実施することにある。
- 上記に任務を達成するために第1＝第11胸甲騎兵連隊に教育支援を仰ぐ。
- 連隊が駐屯するドラギャナン、カンジュール駐屯地はヨーロッパ最大規模（35000haを有する）のカンジュール演習場(fr:Plan de Canjuers)に併設されている（1970年開設）。
- 年間6200人以上の訓練兵を輩出している。

## 主要装備
- GIAT BM92-G1
- FA-MAS
- AAT-F1
- AA-52
- 12.7mm重機関銃
- ミラン
- ERYX
- ルクレール
- AMX-30
- AMX-10RC
- ERC 90
- VAB
- P4
- TRM 2000
- TRM 4000